# Clarksville City (Teksas)
Clarksville City je grad u američkoj saveznoj državi Teksas. Prema popisu stanovništva iz 2010. u njemu je živjelo 865 stanovnika.